# Walland
Walland – jednostka osadnicza w Stanach Zjednoczonych, w stanie Tennessee, w hrabstwie Blount.